# Nereis anoculopsis
Nereis anoculopsis är en ringmaskart som beskrevs av Fauchald 1972. Nereis anoculopsis ingår i släktet Nereis och familjen Nereididae. Inga underarter finns listade i Catalogue of Life.